# Кормянский район
Кормянский район (бел. Кармя́нскі раён) — административная единица на северо-востоке Гомельской области Республики Беларусь. Административный центр — городской посёлок Корма.
Численность населения — 12 856 человек (на 1 января 2025 года).

## Административное устройство
В районе 7 сельсоветов:
- Барсуковский
- Боровобудский
- Ворновский
- Коротьковский
- Литвиновичский
- Лужковский
- Староградский

Упразднённые сельсоветы:
- Волынецкий
- Каменский
- Октябревский
- Струкачёвский

11 января 2023 года Барсуковский и Каменский сельсоветы Кормянского района Гомельской области объединены в одну административно-территориальную единицу — Барсуковский сельсовет, с включением в его состав земельных участков Каменского сельсовета.

## География

### Территория
Площадь района: 940 км² (21-е место).

### Расположение
Район граничит со Славгородским и Краснопольским районами Могилёвской области, Чечерским и Рогачёвским районами Гомельской области.

### Водная система
Основные реки — Сож, Кормянка, Добрыч, Кляпинка, Коселянка. В районе создано 12 искусственных озёр, много озёр в пойме Сожа. Озера — Тербохинь, Ореховое.

## Природа
37% территории занято лесами.

## История
Результаты археологических раскопок свидетельствуют о заселении территорий в бассейне реки Сож возникли с древних времён. При проведении раскопок возле деревни Струмень был найден каменный нож, возраст которого оценивается в 17-18 тыс. лет. В послеледниковый период (10-14 тысячелетий назад) на Посожье жили племена, создавшие гренскую культуру (археологическая культура финального палеолита и раннего мезолита). Название этой культуре дал археологический памятник в урочище Гренск, находящемся около деревни Ворновка Кормянского района.
Район образован 17 июля 1924 года. До 26 июля 1930 года находился в составе Могилёвского округа. 8 июля 1931 года к району присоединены два сельсовета упразднённого Журавичского района, но 12 февраля 1935 года эти сельсоветы были переданы Довскому району. 15 января 1938 года включен в состав Гомельской области. 25 декабря 1962 года район расформирован, его территория передана в Рогачёвский, а в январе 1965 года — в Чечерский районы. Восстановлен в качестве самостоятельно административно-территориальной единицы под нынешним названием 30 июля 1966 года.
20 октября 1995 года административные единицы Кормянский район и посёлок Корма, имеющие общий административный центр, объединены в одну административную единицу — Кормянский район.
В 2017 году утвержден официальный природный символ Кормянского района — Черноголовый щегол.

## Геральдика
Герб и флаг утверждены решением Кормянского районного Совета депутатов от 22 сентября 2000 года № 31. Герб зарегистрирован в Гербовом матрикуле 18 декабря 2000 года № 45.

## Демография
Численность населения — 12 856 человек (на 1 января 2025 года), в том числе городское — 7 783 человек (Корма — 7 783 человек), сельское — 5 073 человек.
Численность населения — 13 325 человек (на 1 января 2023 года), в том числе в городских условиях (Корма) проживают — 7 886 человек, в сельских — 5 439 человек.
13 624 человек (17-е место), в том числе в городских условиях проживают 7610 человек (на 1 января 2016 года). До аварии на Чернобыльской АЭС в районе насчитывалось 104 населённых пункта, население составляло 25,9 тыс. человек (в том числе в Корме проживало 6450 человек. После аварии было отселено 3400 семей (более 6000 человек); были отселены, а затем и упразднены 29 населённых пунктов; прекратили существование два сельскохозяйственных предприятия, выведено из оборота 16 800 га сельскохозяйственных угодий.
На 1 января 2018 года 24,8% населения района были в возрасте моложе трудоспособного, 52,3% — в трудоспособном возрасте, 22,9% — в возрасте старше трудоспособного. Средние показатели по Гомельской области — 18,3%, 56,6% и 25,1% соответственно.
Коэффициент рождаемости в районе в 2017 году составил 15,2 на 1000 человек (второй показатель в области после Хойникского района — 16,6), коэффициент смертности — 15,8. Всего в 2017 году в районе родилось 202 и умерло 210 человек. Средние показатели рождаемости и смертности по Гомельской области — 11,3 и 13 соответственно, по Республике Беларусь — 10,8 и 12,6 соответственно. Сальдо миграции отрицательное (в 2017 году из района уехало на 157 человек больше, чем приехало).
В 2017 году в районе были заключены 91 брак (6,8 на 1000 человек) и 38 разводов (2,9 на 1000 человек). Средние показатели по Гомельской области — 6,9 браков и 3,2 развода на 1000 человек, по Республике Беларусь — 7 и 3,4 соответственно.
| Численность населения | Численность населения | Численность населения | Численность населения | Численность населения | Численность населения | Численность населения | Численность населения |
| 1970                  | 1979                  | 1989                  | 1996                  | 2000                  | 2001                  | 2002                  | 2003                  |
| --------------------- | --------------------- | --------------------- | --------------------- | --------------------- | --------------------- | --------------------- | --------------------- |
| 33 366                | ▼29 782               | ▼26 144               | ▼18 700               | ▼18 593               | ▼18 308               | ▼17 950               | ▼17 754               |
| 2004                  | 2005                  | 2006                  | 2007                  | 2008                  | 2009                  | 2010                  | 2011                  |
| ▼17 639               | ▼17 336               | ▼17 015               | ▼16 670               | ▼16 071               | ▼15 776               | ▼15 394               | ▼15 063               |
| 2012                  | 2013                  | 2014                  | 2015                  | 2016                  | 2017                  | 2018                  | 2019                  |
| ▼14 735               | ▼14 440               | ▼14 031               | ▼13 825               | ▼13 624               | ▼13 378               | ▼13 213               | ▼13 056               |
| 2020                  | 2021                  | 2022                  | 2023                  | 2024                  | 2025                  |                       |                       |
|                       |                       |                       | ▼13 325               |                       | ▼12 856               |                       |                       |

| Национальный состав по переписи населения 2009 года | Национальный состав по переписи населения 2009 года | Национальный состав по переписи населения 2009 года |
| Народ                                               | Численность                                         | %                                                   |
| --------------------------------------------------- | --------------------------------------------------- | --------------------------------------------------- |
| Белорусы                                            | 14 728                                              | 95,29 %                                             |
| Русские                                             | 476                                                 | 3,08 %                                              |
| Украинцы                                            | 133                                                 | 0,86 %                                              |
| Цыгане                                              | 18                                                  | 0,12 %                                              |
| Молдаване                                           | 17                                                  | 0,11 %                                              |
| Армяне                                              | 12                                                  | 0,08 %                                              |

По переписи 1959 года, в районе проживало 37 068 человек, в том числе 35 838 белорусов, 780 русских, 230 евреев, 198 украинцев, 79 представителей других национальностей.

## Экономика
- Второй филиал ОАО «Речицкий текстиль» — изготовление полотенец, основная масса станков программируется с помощью перфокарт, (100 % хлопок, который поставляется из города Ветки)

### Сельское хозяйство
В 2017 году в сельскохозяйственных организациях под зерновые и зернобобовые культуры было засеяно 14 006 га пахотных земель, под лён — 1500 га, под кормовые культуры — 18 022 га. В 2016 году было собрано 46,9 тыс. т зерновых и зернобобовых, в 2017 году — 38,3 тыс. т (урожайность — 29,8 ц/га в 2016 году и 28,1 ц/га в 2017 году). Средняя урожайность зерновых в Гомельской области в 2016—2017 годах — 30,1 и 28 ц/га, в Республике Беларусь — 31,6 и 33,3 ц/га. В 2016 году было собрано 1198 т льна, в 2017 году — 372 т (урожайность 8 и 2,5 ц/га соответственно).
На 1 января 2018 года в сельскохозяйственных организациях района (без учёта личных хозяйств населения и фермеров) содержалось 20,2 тыс. голов крупного рогатого скота, в том числе 6,8 тыс. коров, а также 222,5 тыс. голов птицы. В 2017 году было произведено 1,7 тыс. т мяса в живом весе и 33,5 тыс. т молока при среднем удое 5188 кг (средний удой с коровы по сельскохозяйственным организациям Гомельской области — 4947 кг в 2017 году), а также 25,4 млн яиц.

## Транспорт
Через район идут автомобильные дороги Чечерск — Корма — Журавичи, Корма — Довск — Рогачёв.

## Образование
В 2017 году в районе действовало 16 учреждений дошкольного образования (включая комплексы «детский сад — школа») с 0,7 тыс. детей. В 2017/2018 учебном году действовало 15 учреждений общего среднего образования, в которых обучалось 2 тыс. учеников. Учебный процесс в школах обеспечивали 358 учителей, на одного учителя в среднем приходилось 5,6 учеников (среднее значение по Гомельской области — 8,6, по Республике Беларусь — 8,7).

## Здравоохранение
В 2017 году в учреждениях Министерства здравоохранения Республики Беларусь насчитывалось 29 практикующих врачей (21,9 в пересчёте на 10 тысяч человек; средний показатель по Гомельской области— 39,3, по Республике Беларусь — 40,5) и 140 средних медицинских работников. Число больничных коек в лечебных учреждениях района — 102 (в пересчёте на 10 тысяч человек — 77,2; средний показатель по Гомельской области — 86,4, по Республике Беларусь — 80,2).

## Культура
- Государственное учреждение культуры «Кормянский районный мемориальный музей П. Н. Лепешинского» в аг. Литвиновичи. В музее собрано 2,3 тыс. музейных предметов основного фонда. В 2016 году музей посетили 3,8 тыс. человек[32].
  - На базе Кормянского районного мемориального музея действует «Музей – центр местного развития» — конференц-зал, детская игровая комната, ремесленная мастерская «Школа подмастерьев»

- Краеведческий музей ГУО «Дубовицкий детский сад-базовая школа Кормянского района» (2018) в д. Дубовица
- Музей вдов Великой Отечественной войны в д. Почтовая Глинка[33]
- ГУК «Кормянский районный центр культуры и досуга»
  - Культурно-досуговый центр (2)
  - Центр фольклора (1)
  - Сельский Дом народных традиций (1)
  - Сельский клуб-библиотека (1)
  - Сельский Дом культуры (6)

- ГУО «Кормянский районный центр творчества детей и молодёжи»

## События и мероприятия
- Фестиваль народных традиций «Льняная карусель» в г. п. Корма

## Достопримечательности
В районе имеются археологические памятники: городища (пос. Вознесенск и Луначарский, д. Ворновка, Золотомино, Зятковичи, Новый Млын), селища (д. Казимирово, Костюковка, Струмень) и бескурганный могильник (д. Струмень). 
На территории района сохранились памятники деревянного зодчества: дом и амбар (XIX в.) в д. Вощанки, дом (XIX в.) в д. Жабин, Николаевская церковь (руины, 1832—1836 гг.), церковь Святого Николая (1832 г.) и усадебный дом с фрагментами парка Дориа-Дерналовичей (конец XIX — начало XX в.) г. п. Корма. 
В д. Литвиновичи создан мемориальный музей деятеля революционного движения, писателя и педагога П. Н. Лепешинского, где он организовал в 1918—1919 гг. школу-коммуну; а возле школы ему установлен памятник.

### Памятник природы, заказник
- Гидрологический памятник природы местного значения «Родник Добричский»
- Струменский ботанический заказник

## СМИ
Издаётся газета «Зара над Сожам».